# Hiddy Jahan
Hidayet „Hiddy“ Jahan (* 15. März 1950 in Quetta) ist ein ehemaliger pakistanischer Squashspieler, der ab 1983 für England antrat.

## Karriere
Hiddy Jahan war zwischen 1967 und 1989 als Squashspieler aktiv. Seine beste Platzierung in der Weltrangliste erreichte er mit Rang vier im Januar 1979. Er wurde für den Kader der pakistanischen Nationalmannschaft bei der Weltmeisterschaft 1967 nominiert, konnte jedoch aufgrund eines Unfalls nicht teilnehmen. Bei einer Zugreise in Pakistan war er mit dem Kopf gegen einen Signalmast geprallt, als er sich zu weit herausgelehnt hatte. Zwischen 1976 und 1988 stand er zwölfmal im Hauptfeld der Weltmeisterschaft. Seine besten Resultate waren das Erreichen des Halbfinals 1980, 1981 und 1982. Bei den British Open erreichte er 1982 das Finale, in dem er Jahangir Khan in drei Sätzen unterlag. Als er während der Apartheid zu einer Showkampftour in Südafrika aufbrach um Geld zu verdienen, wurde er vom pakistanischen Verband suspendiert und sein Pass wurde beschlagnahmt. Aufgrund Jahans Heirat 1978 mit einer Britin gelangte er an die britische Staatsangehörigkeit und trat ab 1973 international unter englischer Flagge an. Mit der englischen Nationalmannschaft nahm er daraufhin 1983 und 1985 an der Weltmeisterschaft teil. 1983 zog er mit der Mannschaft ins Finale gegen Pakistan ein, Jahan verlor seine Partie gegen Jahangir Khan mit 0:3.
Seine jüngere Brüder Zarak Jahan Khan und Zubair Jahan Khan waren ebenfalls als Squashprofi aktiv.

## Erfolge
- Vizeweltmeister mit der Mannschaft: 1983